# Le Volpi Blu
Le Volpi Blu sono stati un gruppo musicale italiano di musica beat, attivo negli anni sessanta e nel decennio successivo quando si dedicò al genere melodico.

## Storia del gruppo
Il gruppo nasce a Savona su iniziativa del tastierista, compositore ed arrangiatore Franco Delfino, e inizia ad esibirsi nei locali della regione con un repertorio costituito da cover di canzoni beat del periodo.
Ottenuto un contratto con la casa discografica Fonocine, debuttano nel 1967 con il 45 giri Ti ricordi padre mio, con cui hanno il primo passaggio televisivo a Chissà chi lo sa?, il programma condotto da Febo Conti.
Nel 1970 e nel 1971 vi sono due sostituzioni nel gruppo, cui fa seguito un cambiamento di genere che li avvicina al pop melodico; nel 1974, come retro di Un amore per noia, incidono un brano hard-rock di loro composizione, I Will Beg.
L'anno successivo partecipano al Festival di Sanremo 1975 con Senza impegno.
Continuano l'attività per qualche anno, sciogliendosi nel 1981; Delfino lascia il complesso e forma, con il vecchio chitarrista Manuel Guastavino, il gruppo I Signori della Galassia.
Nel 1998 la DV More ripubblica 16 canzoni in digitale, nell'ambito del CD Le Volpi Blu - Il Meglio.

## Formazione
- Manuel Guastavino: voce, chitarra (dal 1966 al 1979)
- Franco Delfino: tastiere (dal 1966 al 1979)
- Mimmo Lentini: voce, basso (dal 1966 al 1970)
- Gianni Grandi: batteria, cori
- Riccardo Dagna: basso (dal 1970 al 1979)
- Enrico Cazzante: voce, chitarra (dal 1971 al 1979)
- Luigi Mosello: tastiere (dal 1975 al 1977)
- Roberto Fiumara: voce, chitarra (dal 1977 al 1980)

## Discografia
Singoli
- 1968: Troverai la strada/Complimenti Graziella (Kansas, DM 1088)
- 1971: Ti ricordi padre mio/Nella mente solo te (Equipe, EQ 0132)
- 1972: Bimba mia/Mà, mammà (Condor, TV 21)
- 1973: Biancastella/Un uomo felice (Condor, TV 23)
- 1974: Un amore per noia/I Will Beg (Condor, TV 25)
- 1975: Senza impegno/Così passa il giorno (Condor, TV 29)
- 1975: Tu, piccola bimba mia/L'incoscienza (Condor, TV 32)
- 1977: You're Trying/Più nessuna (Golden Record, FC 1045)
- 1978: Casanova 2000/Dolce tempo (Golden Record, FC 1051)
- 1979: Io ancora stupido/Segreto (Golden Record, FC 1058)
- 1980: Ti prego torna/Com'eri bella (Rainbow, R 624)